# Micenes
Micenes, Mycenae o Mycene (Μυκῆναι; Μυκήνη), fou una antiga ciutat de Grècia, la mítica residència del rei Agamèmnon, al centre del Peloponès, al nord-est de la plana d'Argos. Homer la menciona a la Ilíada i específicament al "Catàleg de les naus", on diu que era una ciutat forta i ben edificada.
Amb els doris, fou ciutat independent i 80 ciutadans de Micenes van ser a les Termòpiles, i 400 (entre Micenes i Tirint) a Platea. El 468 aC, fou assetjada pels doris d'Argos, però les muralles van resistir i la van haver d'assetjar, fins que la gana va obligar els seus defensors a rendir-se. La ciutat va passar a estar sota el domini d'Argos, però va romandre deshabitada. Les ruïnes foren descrites per Pausànies. Encara existeixen i són les més antigues de la Grècia continental, excepte les de Tirint.
Les ruïnes de Micenes daten de la meitat del segle xv aC. Es componen de: les muralles, molt ben conservades i amb la coneguda Porta dels Lleons, unes tombes circulars a la rodalia i la ciutadella, amb unes petites restes del suposat palau d'Agamèmnon (només els fonaments).
A la vora, es troba la vila moderna de Kharváti.

## Nom
Encara que l'acròpoli va ser construïda pels grecs, es creu que el nom Μυκῆναι (Mukanai) sigui una paraula de procedència anterior, que els immigrants grecs van heretar, igual com va passar en molts altres llocs de la zona.
La llegenda relacionava el nom d'aquesta ciutat amb la paraula grega μύκης (mycēs, «bolet, fong»). Pausànias donava dues propostes per a l'explicació del nom. L'una era que Perseu, el mític fundador de la ciutat, li havia posat aquest nom per la funda de la seva espasa, que ell anomenava "bolet" (mycēs). L'altra era perquè al lloc on va decidir crear la ciutat hi havia força bolets.
Però la forma més antiga del nom és Μυκήνη (Mykēnē) i apareix en els poemes homèrics. La segona forma, Mukānai, és una forma plural, com passa amb la paraula Ἀθῆναι' (Athānai, «Atenes»). El canvi de la vocal ā per la vocal ē en les versions més recents és el resultat d'un procés típic del dialecte aticojònic.

## Història

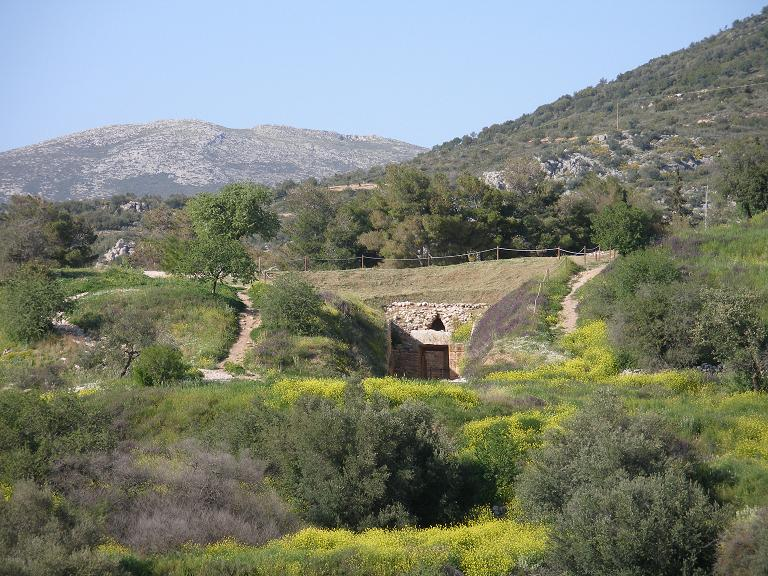
L'anomenada "tomba d'Egist", que està fora de la muralla de l'acròpoli.

### Del neolític fins a la meitat de l'edat del bronze
L'indret va tenir continuïtat de pobladors des de començaments del Neolític fins a principis del període hel·làdic antic (HA) i també en el període hel·làdic mitjà (HM). Els articles de protoceràmica trobats són prova d'això. Els materials de ceràmica que abasten tot el HA1 i el HA3 van ser trobats els anys 1877–1878 per Stamatakis a baixa profunditat, al sisè pou conegut com "El cercle sepulcral A"; un altre grup de ceràmica de la mateixa època va aparèixer sota els murs i el pis del palau, al cim de l'acròpoli i fora de la "porta de les lleones", dins l'àrea d'un antic cementiri. També es va descobrir un assentament d'aquesta època a prop d'una deu a la part alta del turó Kalkani, al sud-est de l'acròpoli. Els enterraments més antics són petits pous o cista (al voltant del 1800–1700 aC) al vessant oriental de l'acròpoli, els quals estaven encerclats parcialment per un mur.

### Acabament de l'edat del bronze

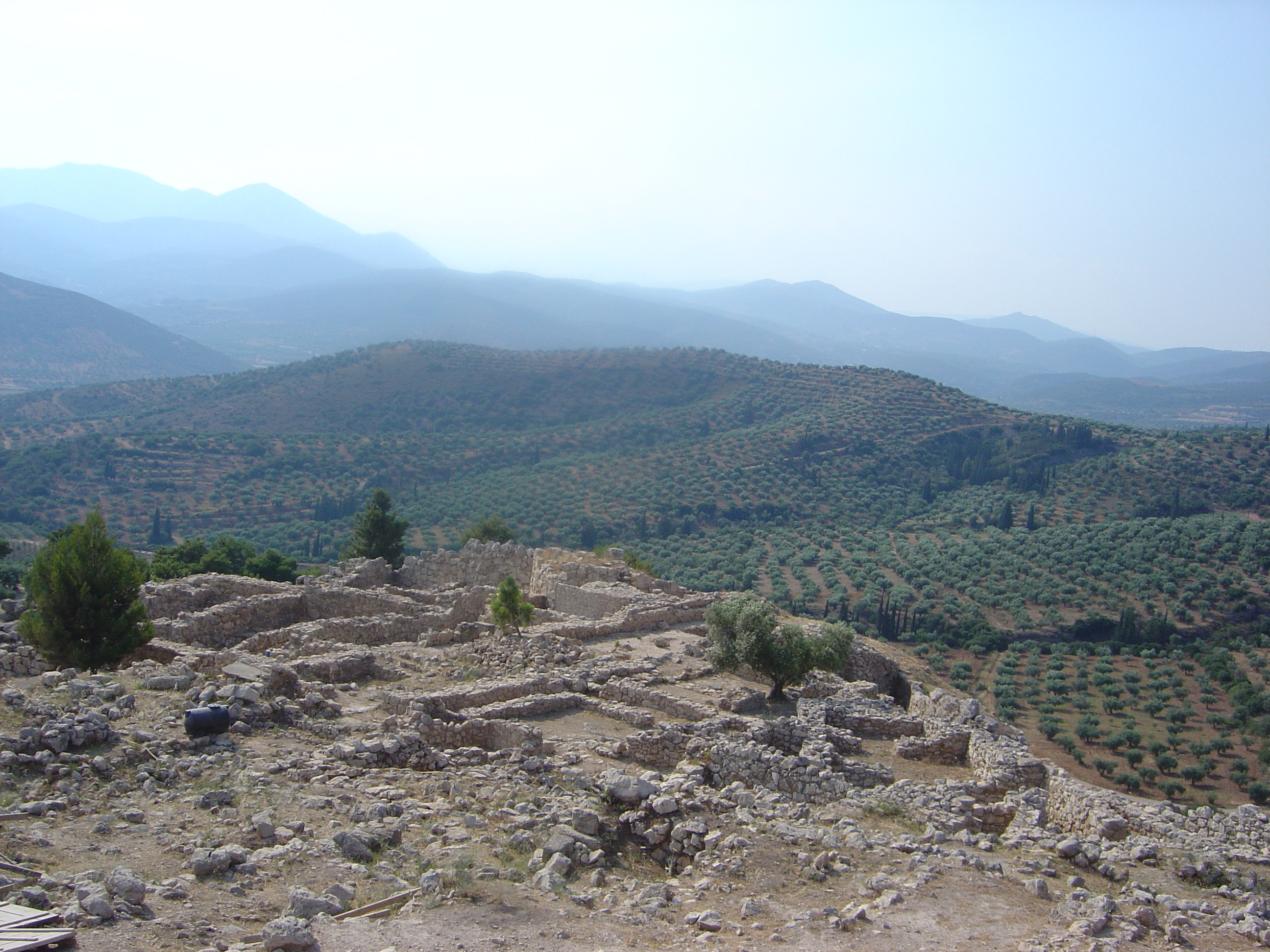
Vista de l'acròpoli

Durant l'edat del bronze, l'estil d'assentament a Micenes consistia en un turó fortificat envoltat de llogarets i finques particulars, en contrast amb la densa concentració urbana de la costa (per exemple, Argos). Tenint en compte que Micenes va ser la capital d'un estat que dominava la major part del Mediterrani oriental, els seus governants podien haver triat aquest lloc una mica apartat de la costa i en una zona elevada pel seu valor defensiu. Com que hi ha pocs documents amb contingut que es pugui datar (com ara un escarabeu) i com que encara no s'ha fet cap estudi dendrològic, les troballes se n'han datat sobre la base del material i tenint en compte la classificació dels diferents períodes hel·làdics.

#### Hel·làdic recent 1
Dins el "cercle sepulcral B", situat a la banda exterior de la muralla, s'han trobat deu enterraments del tipus cista propis del període hel·làdic mitjà i diversos pous emprats com a sepulcres, també de l'estil cista. Les riqueses trobades en alguns podrien indicar una relació amb la reialesa. Al costat, hi ha muntets d'envasos per a beure, trencats, juntament amb ossos del que podria ser les restes d'un àpat d'acomiadament als difunts, cosa que també fa pensar en el funeral d'una persona important. Per damunt d'aquests monticles hi ha unes esteles.

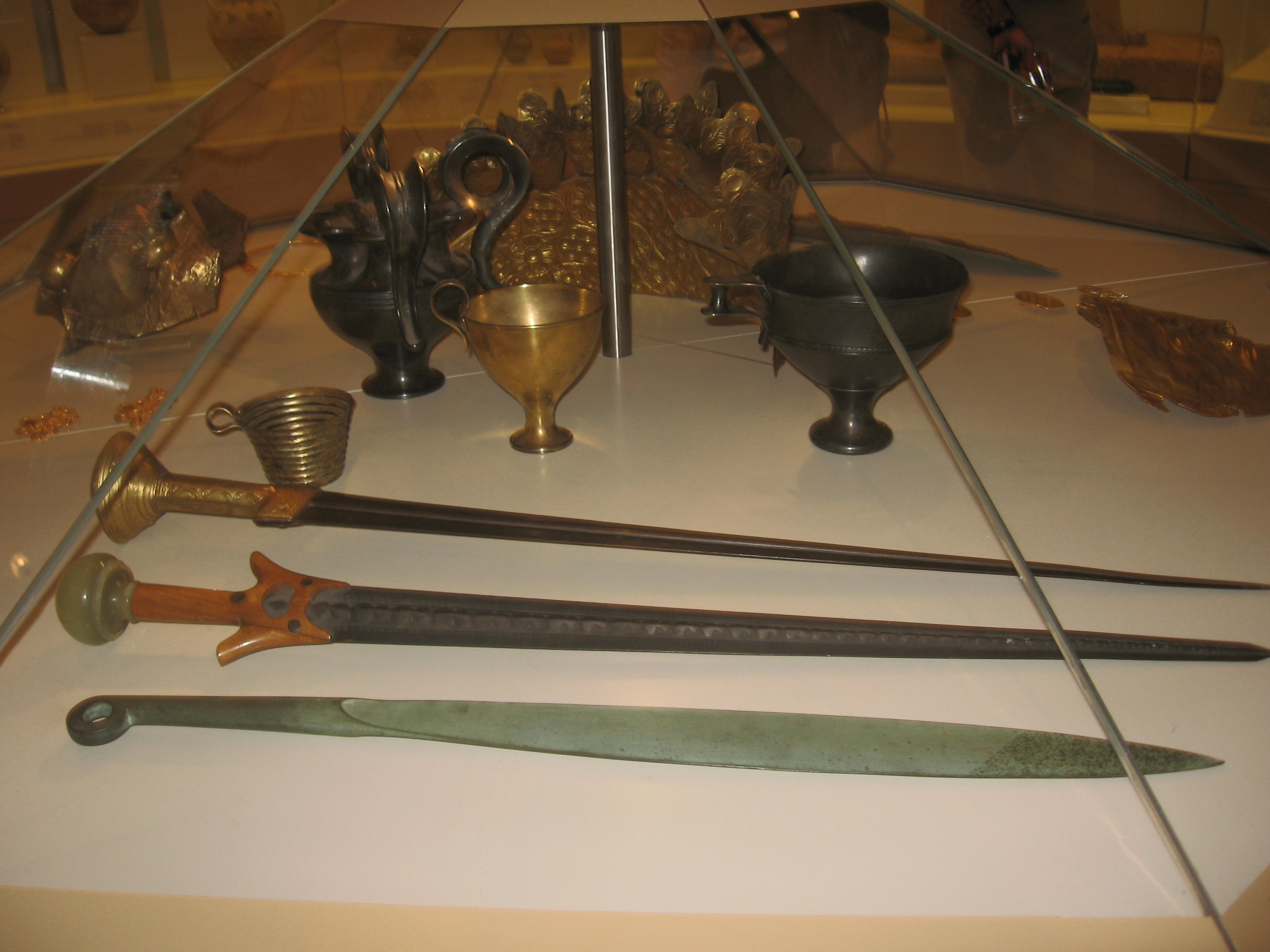
Rèpliques de les espases i copes trobades a la ciutat de Micenes.

Una altra zona encerclada per un petit mur, el "cercle sepulcral A", inclou sis pous emprats com a sepulcres en els quals hi havia nou dones, vuit homes i dos adolescents enterrats. En aquests, les ofrenes per als difunts eren de més valor que les del cercle B. El contingut no deixa dubtes sobre que els que hi havia enterrats eren guerrers d'alt rang amb les seves famílies: espases guarnides amb incrustacions i relleus, dagues, puntes de llança i caps de fletxa. A alguns dels objectes artístics extrets de les tombes, se'ls ha donat nom propi: "El rhyton platejat del setge", la "màscara d'Agamèmnon", la "copa de Nèstor"; juntament amb armes votives i d'altres d'ús comú.

#### Hel·làdic recent 2
Alan Wace va classificar nou tombes d'estil tolos en tres grups de tres, segons la forma arquitectònica emprada en llur construcció. Les més antigues són del període hel·làdic recent 2A (HR2A) i són les anomenades: "Tomba Ciclòpia", "Epano Phournos" i "Tomba d'Egist".
Es considera que els tholoi van reemplaçar els sepulcres en forma de pou. La cura posada a conservar els sepulcres en forma de pou indica que devien ser patrimoni reial o les tombes d'uns herois ancestrals. En canvi, els tolos, en estar més exposats, tots es van mig ensorrar, alguns ja en l'antiguitat.

#### Hel·làdic recent 3
| Exemples de tolos, trobats fora de l'acròpoli de Micenes: Tresor d'Atreu,(esquerra), "Tomba de Clitemnestra" (dreta). |  | Exemples de tolos, trobats fora de l'acròpoli de Micenes: Tresor d'Atreu,(esquerra), "Tomba de Clitemnestra" (dreta). |
| Exemples de tolos, trobats fora de l'acròpoli de Micenes: Tresor d'Atreu,(esquerra), "Tomba de Clitemnestra" (dreta). |  | |

S'ha convingut que, el 1350 aC, la fortificació de l'acròpoli i altres turons del voltant es van refer en un estil anomenat ciclopi perquè els blocs de pedra emprats eren de proporcions tan descomunals que va córrer la llegenda que les havien fetes i transportades uns gegants d'un sol ull, els ciclops. A l'interior d'aquestes muralles es van edificar palaus, cadascun sobre les ruïnes de l'anterior, la major part se'n conserva en relatiu bon estat. El darrer data del període hel·làdic recent 2 i es pot visitar.
Tots els palaus construïts en aquella època al sud de Grècia presenten unes mateixes característiques: una mègaron o sala del tron, amb una obertura al sostre que se sosté per quatre columnes; al centre de l'habitació, una llar de foc, les parets i el pis decorats amb pintures al fresc. A aquesta sala, s'accedia a través d'un porxo amb columnes que estava en un nivell elevat des del terra i a la qual s'accedia per una escala ampla que tenia una terrassa a mig pujar entre la part inferior i la part de dalt de l'acròpoli.

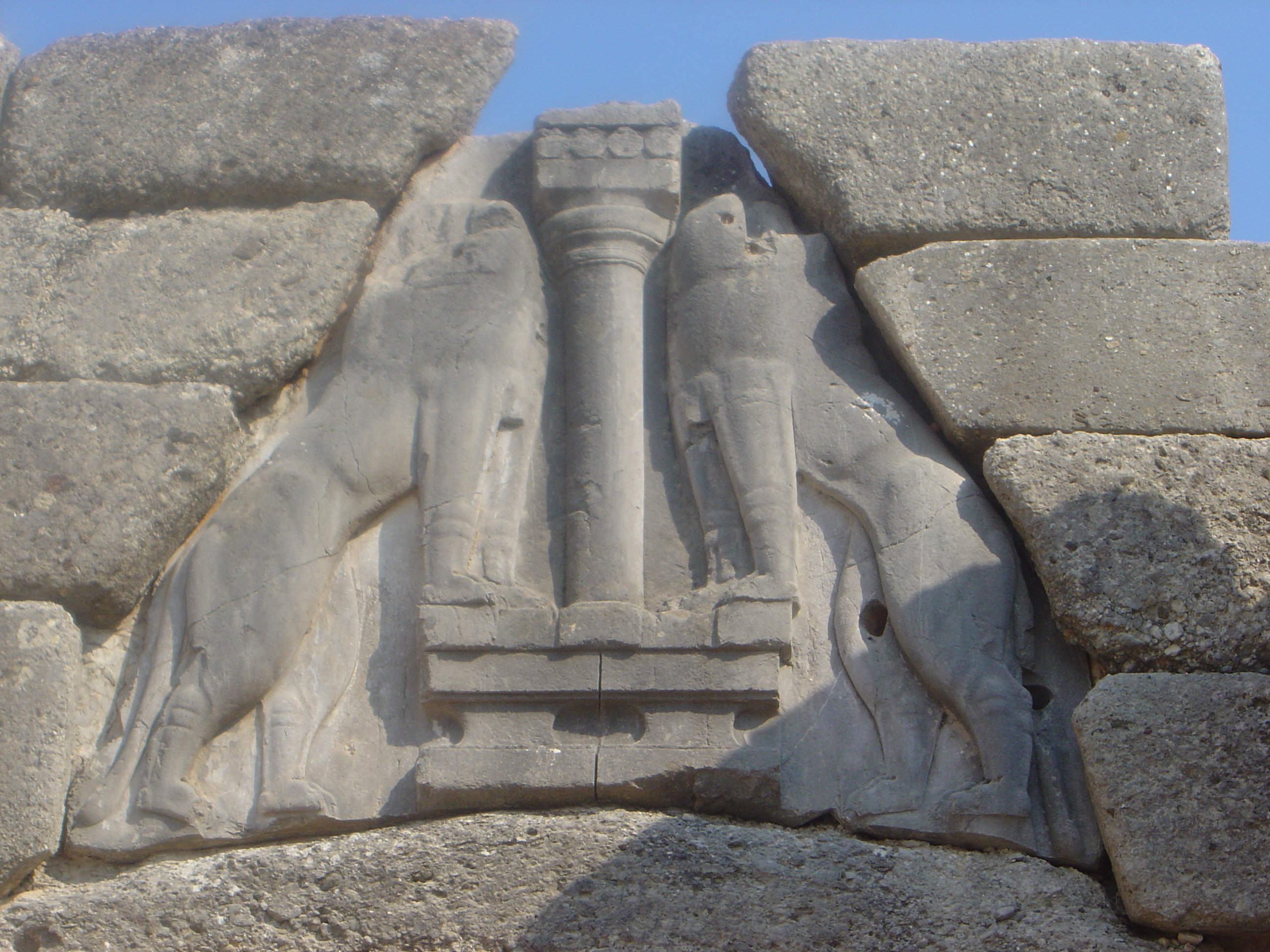
Detall del relleu a la porta de les lleones, antigament dita "porta dels lleons" per un error en la interpretació de les figures. El tema de dos animals confrontats és un simbolisme que es troba en altres cultures antigues. El significat de la columna central ha sigut debatut llargament pels especialistes.

Dins l'acròpoli, hi havia un temple, el qual tenia una "Sala dels Ídols" i allà s'ha trobat un escareu de la reina Tiy d'Egipte, esposa d'Amenhotep III i una estàtua d'ambdós (del període HR3-A:2 o B:1). La relació entre Amenhotep i la ciutat de Micenes (en els jeroglífics: M-w-k-i-n-u, o Mukana) s'ha confirmat en una inscripció trobada a Kom al-Hetan; però es creu que el regnat d'Amenhotep pertany a la darreria del període hel·làdic recent HR3-A:1; per tant, l'ambaixador qui va portar aquest escareu el devia portar a una generació anterior, que després van fer ampliacions o reformes a l'acròpoli i van traslladar el regal a la nova construcció.
El segon grup de tholoi de la classificació de Wace està datat entre els períodes HR2A i HR3B i reben els noms de: Kato Phournos, Panagia Tholos i "Tomba dels lleons". El tercer grup conté: el Tresor d'Atreu, la "tomba de Clitemnestra" i la "Tomba dels Genii"; s'han datat del període HR3B per un pou trobat sota el pis del "Tresor d'Atreu", la tomba més gran de les nou. Igual com va passar amb la tresoreria de Mínias a Orcomen, la tomba va ser violada i el seu contingut robat.
La datació de la ceràmica trobada no és prou precisa, fins i tot aplicant la datació per carboni, a causa de la tolerància al C-14 inherent al material. A la meitat del període HR3B, al voltant del 1250 aC, la muralla ciclòpia es va estendre cap a l'est per incloure dins seu el cercle sepulcral A. Es va ampliar l'entrada principal, la que ha fet famosa la ciutat amb l'escultura de les lleones en forma de triangle. També es va construir una altra porta, sense decoració, a la muralla nord.
Un dels pocs grups de cases excavats està a la part externa de la muralla, més enllà del cercle sepulcral B i pertany al mateix període. A cadascuna d'aquestes cases, se li ha donat un nom propi: la "Casa dels Escuts", la "Casa del mercader d'oli", la "Casa de les esfinx" i la "Casa occidental"; totes devien ser habitatges per a treballadors.
Ja en el període HR3A:1, Egipte tenia coneixement de Micenes (amb el nom de Mukana) com a ciutat important, al mateix nivell que Tebes i Knossos. Durant el HR3B, la influència política, militar i econòmica arribava fins a Creta, Pilos a l'oest del Peloponès i fins a Atenes i Tebes. A l'oest d'Anatòlia, ja havien començat a establir-se colònies hel·lenistes, fet que portaria a un xoc amb els hitites i encara més amb la ciutat de Troia. La família dels Pelopids va governar en diverses ciutats estat gregues; una branca d'aquesta família era la dinastia dels Atrides a Micenes.

### Acròpoli
El quadre següent resumeix les dades més significatives dels estudis realitzats sobre la construcció de l'acròpoli:

| Extensió de la muralla                             | 1.105 m                                               |
| Alçada conservada                                  | fins a 12,5 m                                         |
| Gruix                                              | 7,5-17 m                                              |
| Quantitat de blocs de pedra                        | 145'215 Cu.M o 14'420 de mitjana (10 tones cada bloc) |
| Temps per a moure 1 bloc, amb força humana         | 2,125 dies (*)                                        |
| Temps per a moure tots els blocs, amb força humana | 110,52 anys (*)                                       |
| Temps per a moure 1 bloc, emprant bous             | 0,125 dia (*)                                         |
| Temps per a moure tots els blocs, emprant bous     | 9,9 anys (*)                                          |
| (*)= Comptant jornades laborals de 8 hores         |                                                       |

Els blocs de pedra més grans, comptant les llindes i els brancals de les portes, pesaven unes 20 tones i alguna gairebé 100 tones.
En algun moment més tard, cap a la fi del període HR3B, es va emprendre la construcció d'un nou tram de muralla per allargar la ja existent. Aquest tram anava cap al nord amb una porta sobresortint i un passadís secret, amb mènsules, el qual duia a una cisterna excavada baixant uns 99 esglaons, a 15 m de profunditat. La cisterna s'alimentava amb l'aigua d'una deu, que arribava a través d'un túnel.

### Declivi
Cap a l'any 1200 aC, la influència de la ciutat sobre la regió estava en declivi i en arribar el segle xii aC ja havia perdut el seu poder. En poc temps, el palau i els edificis annexos van ser destruïts per les flames. La destrucció de Micenes forma part del col·lapse general que va afectar les terres principals de Grècia de l'acabament de l'edat del bronze. Els historiadors han atribuït aquest fet a la invasió dels doris procedents del nord, encara que alguns autors no estiguin d'acord que això sigui aplicable a Micenes.
Un cop destruïda la ciutat, alguns ciutadans van emigrar a Anatòlia cercant refugi.
Emily Vermeule ha suggerit que la causa podria haver estat la interrupció de la xarxa comercial a la fi del segle xiii aC, amb l'agreujant de l'arribada dels misteriosos "Pobles de la mar", els quals van causar el caos a la zona de la mar Egea. Segons els escrits egipcis, els "Pobles de la mar" van destruir l'Imperi Hitita i després van atacar les dinasties XIX i XX d'Egipte (vora el 1300–1164 aC). En la història de Pilos, per exemple, s'esmenta un atac per mar. Sigui com sigui, els micènics van emprendre una expedició per atacar Troia a final del període HR3B, fet que indica que, en aquell moment, el mar era un lloc segur i encara no havia començat la destrucció de les illes de l'Egeu.

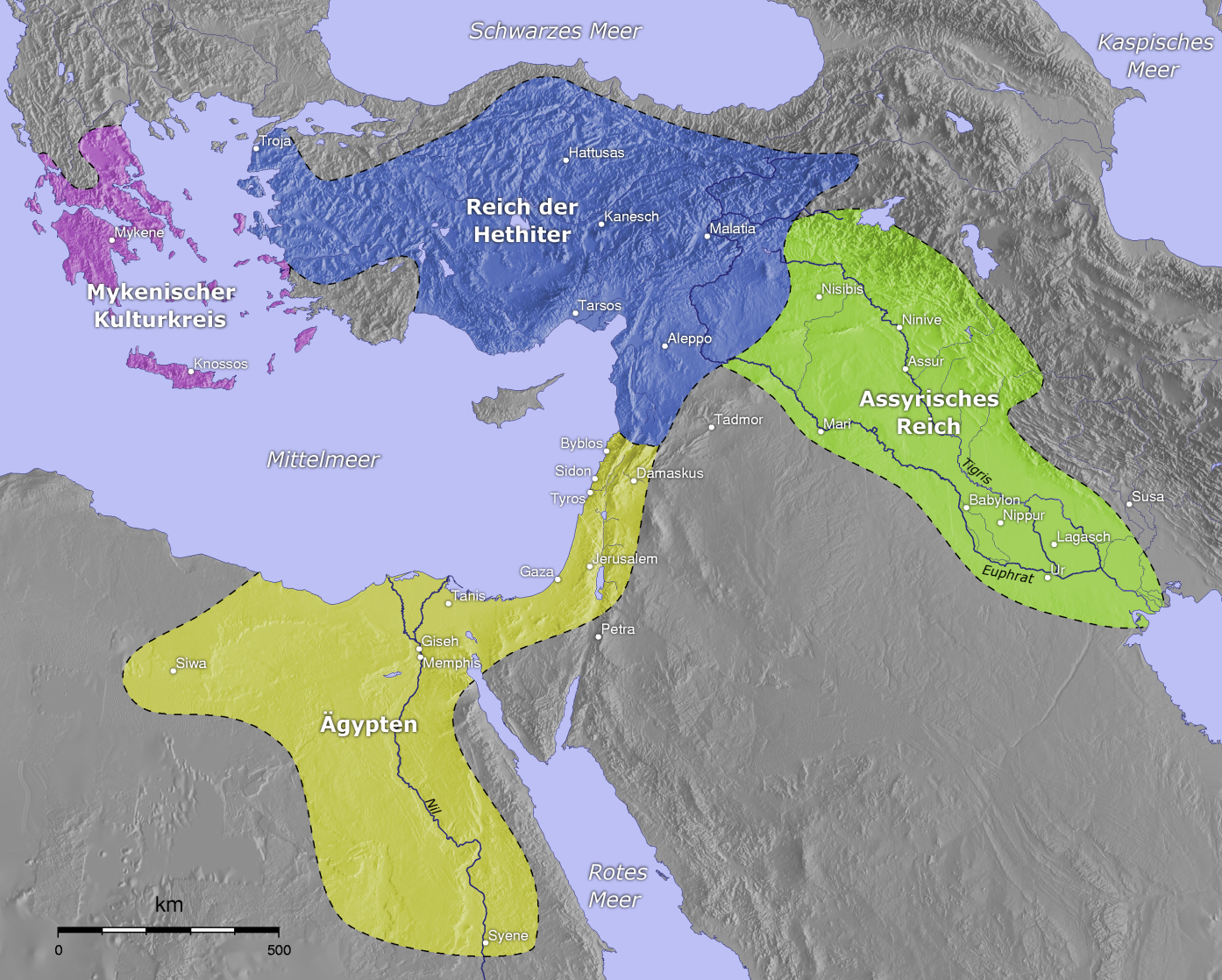
Grecs, àrea d'influència de Micenes s.XIV aC
Hitites
Egipcis
Assiris

Una altra teoria en proposa com a causa primera una forta sequera, però no hi ha proves climatològiques que la recolzin. Manolis Andronikos va proposar que uns conflictes interns que van portar a una revolució social podrien haver estat l'única causa de la destrucció, però això està en contradicció amb el fet que gairebé tots els centres del domini micènic van ser destruïts al mateix temps. George E. Mylonas va assenyalar que, passat el 1200 aC, Micenes va fer un intent de recuperació. Segons afirma, a l'Argòlida, va haver-hi lluites internes i, a continuació, van ser envaïts pels doris. Sembla que les tribus dòries no van arribar totes de cop a la regió, sinó que s'hi anaven establint gradualment, començant pel nord fins a dominar també el sud.
Amos Nur ha proposat que els terratrèmols podien haver estat la causa principal de la destrucció de Micenes i altres ciutats a l'edat del bronze. Però tampoc hi ha proves concloents que ho confirmin.
Fos quina en fos la causa, en el període HR3C es va reduir dràsticament la població, l'estil decoratiu va canviar, la producció de ceràmica va baixar en qualitat i Micenes no va recuperar la importància que havia tingut.

### Període arcaic i clàssic
En el període arcaic, es va construir un temple dedicat a Hera al cim de l'acròpoli. Un exèrcit micènic va lluitar a les Termòpiles i a Platea durant les guerres mèdiques. L'any 468 aC, unes tropes procedents d'Argos van capturar Micenes, van expulsar-ne els habitants i van arrabassar la fortificació.

### Revifada i abandonament
Micenes va ressorgir breument durant el període hel·lenístic, durant el qual els seus habitants van gaudir d'un teatre, construït sobre la tomba de Clitemnestra. Poc després, va ser abandonada i, en l'època del domini romà, l'indret només era un conjunt de runes, que alguns visitaven per curiositat, com va fer, per exemple Pausànias.

## Organització política
Micenes era una monarquia i els seus monarques rebien el títol de wa-na-ka (o wanax), segons sembla per les inscripcions en escriptura Lineal B trobades a Knossos i a Pilos. En els poemes homèrics, aquesta paraula adopta la forma ἄναξ (anax). En algunes inscripcions, que són llistes d'ofrenes, l'expressió "per al rei" generalment va acompanyada d'un altre nom, i això fa pensar que probablement el rei tenia caràcter diví. És dubtós, però, que el wanax fos el responsable dels assumptes religiosos, més aviat el seu títol devia indicar que el dret a governar era un do atorgat pels déus. El terme qa-si-re-u va ser emprat més tard en altres llocs de Grècia com a sinònim de rei (en grec clàssic: βασιλεύς, basileús), però per als micènics volia dir «cap representant d'un grup de gent, dirigent provincial»; per exemple, Homer esmenta diversos basileus a Itaca.
Al reialme o possessions del rei, se l'anomenava te-me-no, una paraula que va sobreviure en el grec clàssic (τέμενος, témenos); per exemple, quan en la llegenda d'Aquil·les es diu que Hefest li havia gravat aquesta paraula a l'escut. Després del rei, els altres nivells organitzatius de la societat micènica eren:
- Els ra-wa-ke-ta (o lāwāgetas), que eren importants terratinents i líders de grups de persones. Es creu que ocupaven el lloc més proper al rei i que potser eren dirigents de l'exèrcit, però aquesta darrera suposició no s'ha pogut confirmar amb les inscripcions trobades.[22]
- Els te-re-ta (o telestai), que eren els oficials, és a dir, persones amb càrrecs de responsabilitat, però sota les ordres d'un superior. Leonard Robert Palmer ha suggerit que telestai potser volia dir homes de telos, és a dir, «feudataris».[23]
- Els e-qe-ta (o equetai, «acompanyants, seguidors») eren un grup de nobles que acompanyaven el rei, ja fos en temps de guerra com en la pau.

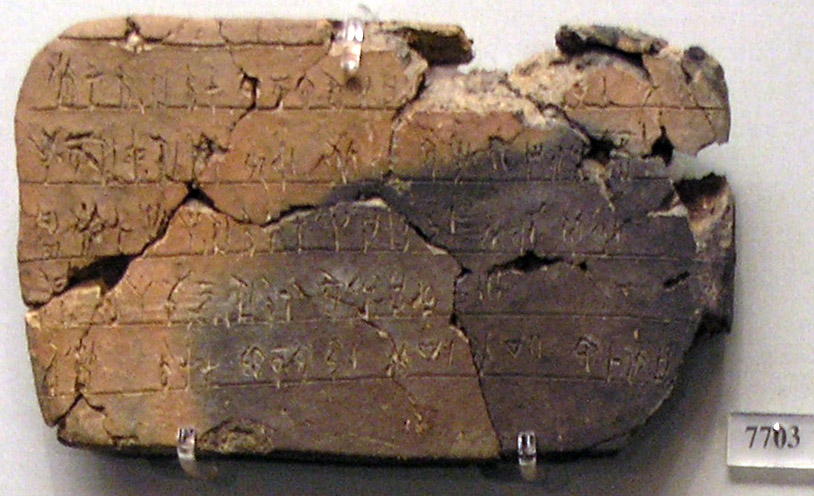
Una de les inscripcions trobades, escrites amb el sistema sil·làbic conegut com a lineal B.

S'ha donat un únic cas del nom d'una persona, que apareix a les inscripcions trobades a Pilos, sense que s'especifiqui quin era el seu títol o càrrec, es tracta d'Enkhelyawon, però del qui els historiadors moderns tendeixen a pensar que es tractava d'un rei.
A partir de les proves documentals, s'ha interpretat que Micenes estava dividida en setze districtes. El ko-re-te era la paraula per designar el «governador del districte» i el po-ro-ko-re-te era el seu subaltern o delegat. És possible que els noms fossin en realitat koreter i prokoreter. El da-mo-ko-ro (o damokoros) era un càrrec oficial, però no és clar quines eren les seves obligacions. Les terres comunals estaven a càrrec del treball dels da-mo (que es pot traduir per «gent del poble» i correspon al grec clàssic δῆμος, dễmos). Sembla que el terme damo s'emprava per a designar el col·lectiu d'homes de cada districte. S'ha suggerit també que el qa-si-re-u devia tenir un consell de vells anomenat ke-ro-si-ja, (que evolucionaria donant el terme grec: γερουσία, gerousia), però Palmer creu que, en realitat, aquesta paraula designava el «gremi de forjadors de bronze».

## Religió
La major part dels cultes micènics van perdurar en l'època de la Grècia clàssica, però no se sap quines creences eren de procedència micènica i quina part procedeix de l'edat fosca grega. L'historiador Moses I. Finley va assenyalar que només uns pocs dels déus esmentats per Homer al s. VIII aC eren autènticament micènics, però segons Martin P. Nilsson la religió micènica va ser la mare de la religió grega. Homer va transcriure les creences de l'edat fosca grega que li havien arribat per tradició oral, però es va deixar per dir que hi havia una confederació dels pobles grecs en temps de l'hegemonia micènica, esmentant de passada "quan els déus passejaven amistosament al costat dels homes i el temps dels herois que protagonitzaven la història". La creença en déus com a forma tangible dels poders sobrenaturals, l'existència dels herois que interactuaven amb aquests heretada d'un passat llunyà, juntament amb els cultes ctònics, van anar encaixant en el marc de les ciutats estat.
Segons la història traçada per Nilsson i Guthrie, el panteó micènic consistia en unes deïtats d'origen minoic, juntament amb d'altres que, per les seves característiques, coincideixen amb d'altres de diferents noms, però amb funcions similars en cultures tant de l'est com de l'oest. Molts d'aquests noms que apareixen en les inscripcions del sistema lineal B coincideixen amb noms trobats en el període posterior de la Grècia clàssica, com ara: Zeus, Hera, Posidó, Atena, Hermes, Ilitia i Dionís, però l'etimologia no n'és l'única prova del culte.
Si bé en un principi els micènics, igual com en altres religions indoeuropees, consideraven diví qualsevol objecte que semblés tenir un poder intern (animisme), algunes creences religioses eren el resultat de la mescla entre les diferents creences de la població local, com és el cas dels antics cultes a la regió de l'Arcàdia, els quals van sobreviure fins a l'època clàssica. En aquests cultes, Posidó apareix generalment sota l'aparença d'un cavall i representa l'esperit del riu de l'inframón, igual com acostuma a passar en llegendes del folklore del nord d'Europa. Les deesses precursores de Demèter i Persèfone tenien una estreta relació amb les deus d'aigua i els animals; això es pot veure en especial amb Posidó i Àrtemis, qui va ser la primera nimfa. La religió micènica era politeista i també sincrètica, ja que afegien cultes a déus forasters amb gran facilitat. Els micènics probablement van introduir a Grècia la creença en un panteó de déus, els quals eren governats per un déu dels cels que els lingüistes han especulat que es devia dir Dyeus en els primitius cultes d'origen indoeuropeu. D'aquest Dyeus, derivaria la paraula Zeus. Entre els hindús, encara hi ha una deïtat anomenada Dyaus Pita, i en llatí va derivar en l'expressió deus pater o Júpiter.
Posteriorment, en alguns cultes, Zeus es va unir a la Deessa mare de les civilitzacions de l'Egeu, identificada amb el nom d'Hera en el matrimoni sagrat. En un moment indeterminat de la història de Micenes, van adoptar cultes minoics de les deesses Afaia, Britomarte i Diktynna i les van associar als seus déus celestials. Moltes d'aquestes divinitats van ser absorbides per la personalitat d'altres déus més poderosos, mentre que d'altres com les divinitats de la vegetació, Ariadna i Helena, van sobreviure en el folklore grec juntament amb el culte del "nen diví", qui probablement fou el precursor de Dionís. Atena i Hera hi van perdurar i van esdevenir deesses tutelars, les guardianes de palaus i ciutats. En general, la religió grega distingia entre dos tipus de deïtats: els Olímpics, o déus dels cels, i les deïtats de caràcter ctònic, relacionades amb la terra. Walter Burkert va observar que: «Fins a quin punt es pot diferenciar entre religió minoica i religió micènica és una qüestió que encara no ha trobat una resposta definitiva». Segons ell, també es poden establir paral·lelismes entre la religió etrusca i la de l'antiga Grècia, o entre l'antiga Roma i la religió de la cultura hel·lenística.
En la seva religió, també estaven inclosos déus representants de les forces de la natura i de la vida salvatge, igual com també estan en altres regions del Mediterrani. La Potnia Theron («Senyora dels animals») n'és un exemple; més endavant es va dir Àrtemis i pot equiparar-se a la minoica Britomarte. Posidó és del mateix estil, representa la força del mar, les tempestes i els terratrèmols (en les inscripcions en escriptura lineal B, rep el nom d'«El sacsador de la Terra»). Aquest déu pot haver estat un precursor de Zeus o la seva manifestació d'àmbit ctònic en l'època prehel·lenista, amb la propietat de ser l'espòs de la Mare Terra. Atena també tenia, en principi, un lligam amb la natura igual com Àrtemis, ja que era la protectora de les oliveres, fins que va esdevenir una protectora de ciutats. També en relació amb la natura, està la creença en nimfes, l'existència de les quals estava lligada als arbres i a l'aigua. L'admiració per la força dels animals està cobejada en els déus de forma semi-humana, però amb característiques animals. A la regió d'Arcàdia, es descriuen déus amb el cap en forma d'animal, fet que indica que, en un passat remot, els déus eren concebuts com animals que vivien en un entorn de δαίμων (daemon, «esperits benignes de la natura»). Més endavant, els déus adquiririen forma humana i sovint tindrien un animal assignat, bé com a criatura de companyia o bé com a símbol del déu. Aquesta tradició va sobreviure en el culte a Dionís, que anava acompanyat de sàtirs i en Pan, el déu boc.
Els micènics van adoptar, probablement d'Orient, un sistema de sacerdots aristòcrates. Cap al final del segon mil·lenni aC, quan va haver-hi el declivi dels governs micènics, sembla que es va abandonar gradualment la idea que l'objectiu de la religió era convertir els ciutadans en servidors dels déus i es van començar a buscar propòsits morals en la religió. És possible que aquesta manera de procedir hagués començat abans del final de l'era micènica, però la idea està gairebé absent en els poemes homèrics, en els quals la interferència dels déus no està relacionada amb les accions correctes o incorrectes dels humans. Posteriorment, Hesíode va fer servir material oriental en la seva cosmologia i en els arbres genealògics dels déus, introduint-hi la idea de l'existència de quelcom més, que era més poderós que els mateixos déus. Aquesta idea introductòria està en les moires, que en els poemes homèrics actuaven en paral·lel amb els déus i predestinaven els esdeveniments. Hesíode compleix amb el desig grec d'un ordre en l'univers i prova de portar els déus sota una regla comparable a la regla que regeix les vides dels humans. En la mitologia grega, aquest poder s'anomena Ἀνάγκη (Ananke, «necessitat, força, restricció»).

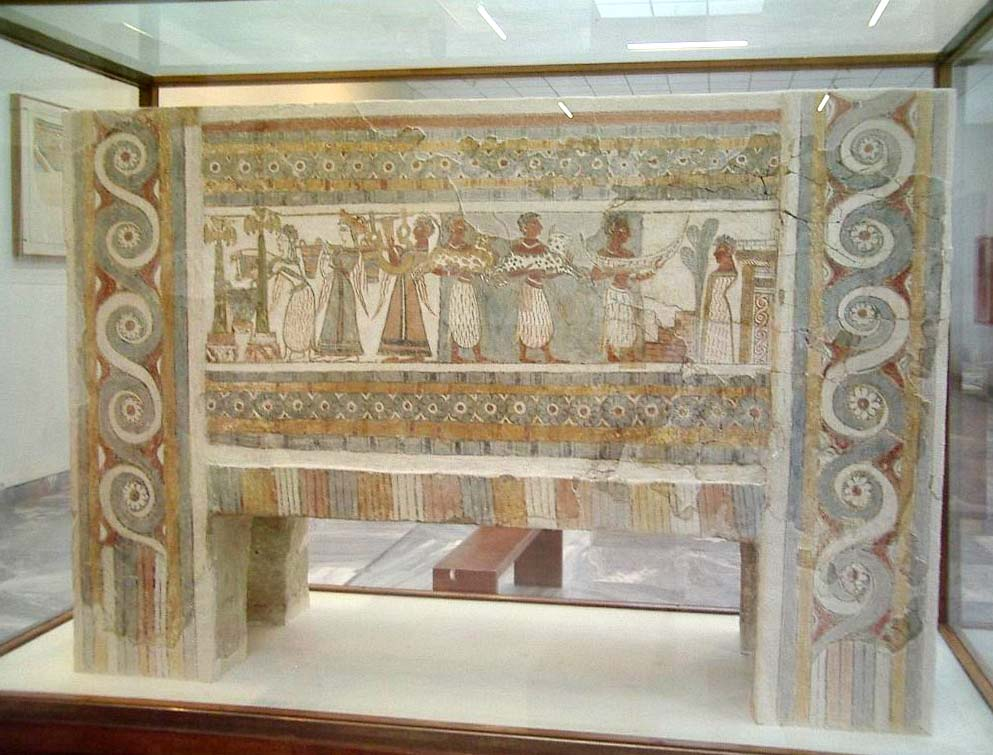
Les imatges del sarcòfag trobat a Agia Triada aporten informació sobre els cultes funeraris que enllacen les cultures minoica i micènica.

Els déus olímpics segueixen un sistema basat en un ordre: Zeus ocupa el lloc directiu i els altres déus tenen cadascú un àmbit d'acció fàcilment recognoscible. Això no obstant, determinats elements en alguns cultes grecs indiquen la supervivència d'alguns cultes més antics pertanyents a un món no tan organitzat: cultes relacionats amb els morts, creences màgiques relacionades amb l'agricultura, l'exorcisme d'esperits malèfics, sacrificis peculiars i déus amb cap d'animal. En els poemes homèrics, les venjatives moires, probablement, en el seu origen, eren un daemon que actuava en paral·lel amb els déus. Posteriorment, el culte a Dionís Zagreu indica que la sang portadora de vida dels animals era necessària per a renovar la vida dels humans. Una creença similar es pot extreure de la tríada micènica, expressada en el sarcòfag d'Agia Triada del 1400 aC, la qual combina trets de les civilitzacions minoica i micènica. Segons sembla, la sang d'un bou era emprada per a regenerar la vida o invocar els morts. Probablement, molts d'aquests cultes ja existien en el període micènic i la seva pràctica va perdurar durant molt de temps.
En un nivell secundari del culte, estaven els herois, que sembla haver-se iniciat en l'època micènica. Els herois eren grans homes del passat, qui eren lloats després de la seva mort pels honors aconseguits en vida. Segons una antiga creença minoica, més enllà del mar estava l'illa anomenada Ἠλύσιον (Elysion), on els morts tenien una existència diferent a la dels vius, però més feliç. Més endavant, entre els grecs, es va generar la creença que només els herois i els estimats pels déus hi podien viure amb forma humana. Els esperits de la resta anaven a parar, amb la consciència perduda, al fosc àmbit de l'Hades. Tant els déus com els humans tenien un origen comú, però hi havia diferència, els uns immortals i els altres no. Malgrat tot, alguns elements indiquen que els micènics, probablement, tenien creences en una existència futura després de la mort. Es van trobar dos cadàvers ben conservats en el pou sepulcral núm. 6, en què Wolfgang Helbig creu que es va practicar un embalsamament i els cossos trobats als sepulcres que va descobrir Heinrich Schliemann sembla que havien sigut exposats lleugerament al foc amb l'objectiu de conservar-los més temps.
La religió micènica implicava fer ofrenes i sacrificis als déus i hi ha qui ha especulat, a partir de textos i d'ossos trobats fora de les tombes, que les seves cerimònies podien incloure sacrificis humans. En els poemes homèrics, sembla que n'hi ha un romanent quan es narra el sacrifici de la filla d'Agamemnon, Ifigènia, en la cerimònia fúnebre del seu pare; i també altres passatges sobre herois de Troia impliquen sacrificis humans semblants. En un passat llunyà, fins i tot hi ha històries d'humans que oferien la seva vida per apaivagar la ira dels déus, ja que se sentien culpables o responsables de qualsevol desgràcia. Més endavant, els sacrificis van passar a ser cerimònies en honor dels déus, en què generalment se sacrificava un bou: els humans es quedaven amb la carn i oferien als déus els ossos embolcallats amb el greix.

## Micenes en la mitologia grega

### La dinastia de Perseu

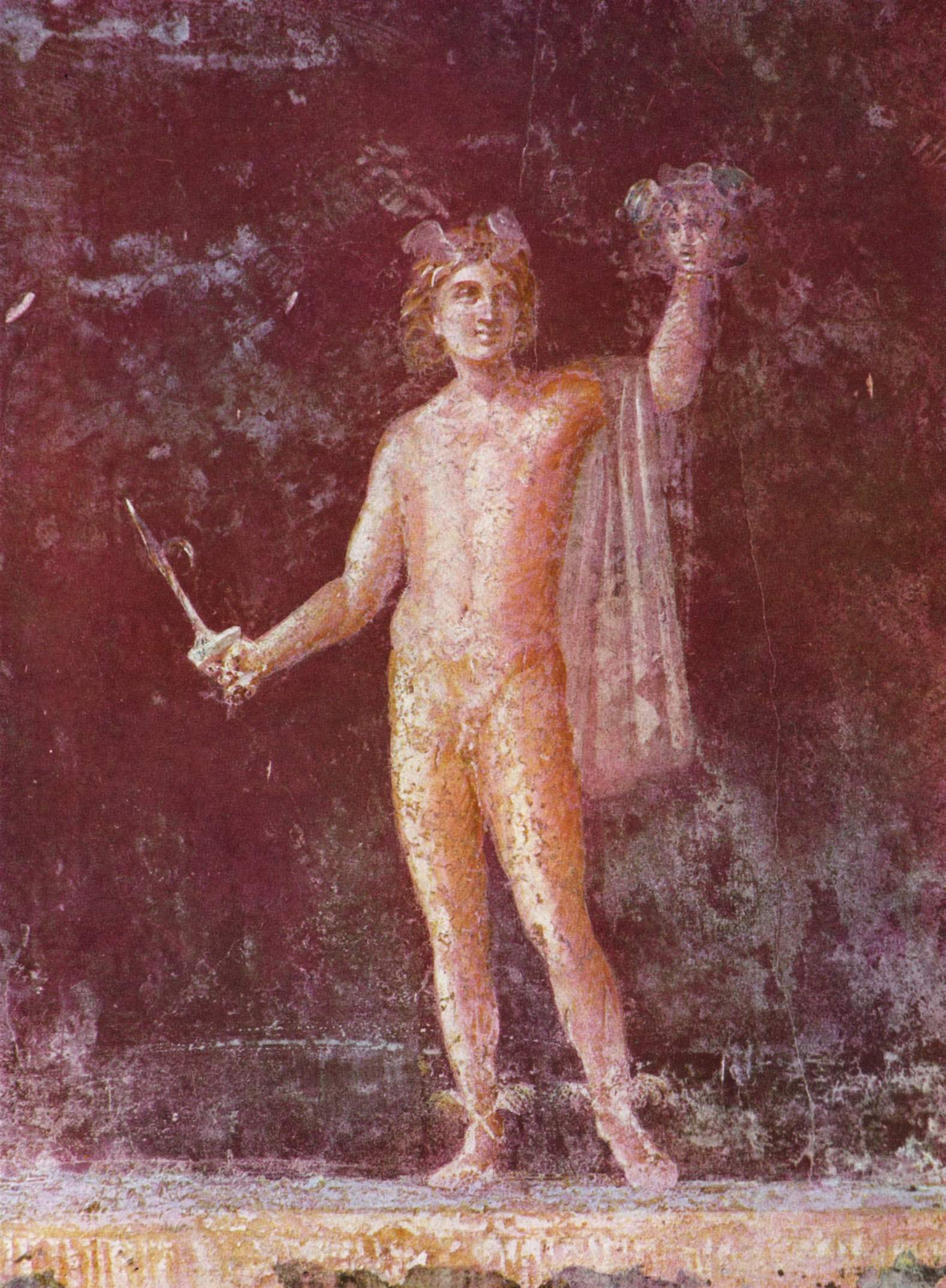
Perseu en una pintura mural de Pompeia

La llegenda diu que Micenes va ser fundada per Perseu, net del rei Acrísios d'Argos, i fill de Dànae, la filla d'Acrísios. Després d'haver matat accidentalment el seu avi, no va voler o no es va veure amb ànims d'acceptar el tron d'Argos. El que va fer va ser intercanviar el reialme amb el seu cosí Megapentes i, així, va esdevenir rei de la ciutat de Tirint. Des d'allà, va fundar Micenes i va portar el govern de les dues ciutats.

Perseu es va casar amb Andròmeda i van tenir molts fills, però amb el pas dels temps va haver d'entrar en guerra amb Argos, la seva ciutat de procedència, i allà va morir a mans de Megapentes. El seu fill, Electrió, va ser el segon de la dinastia micènica, però el tron li va ser disputat pels tafis comandats per Pterelau, un membre també dels perseids, qui va assaltar Micenes, va perdre i es va retirar enduent-se els ramats. Amfitrió, un net de Perseu, va recuperar els ramats, però en un accident durant una estampida, va matar el seu oncle i se'n va anar a l'exili.
El tercer a ocupar el tron de Micenes va ser Esténelos, un fill de Perseu. Es va casar amb Nicipe, filla de Pèlops, rei d'Elis, l'estat més poderós de la regió en aquells temps. El fill de tots dos, Euristeu, va ser el quart de la dinastia. Quan Hil·los, fill d'Hèracles, va matar Esténelos, Euristeu es va convertir en el seu pitjor enemic i va començar una persecució dels fills d'Hèracles.
Euristeu i els seus fills van morir en les lluites contra Hèracles i el tron va ser ocupat per Atreu, un oncle matern del darrer rei.

### La dinastia d'Atreu
Els ciutadans de Micenes van rebre un avís d'un oracle que deia que el millor substitut per al seu rei difunt seria un membre de la família de Pèlops. Els dos candidats van ser-ne Atreu i el seu germà Tiestes. El darrer fou l'escollit, però en aquell moment la natura va intervenir: el sol va aparèixer en direcció contrària i es va pondre per l'est. Llavors, Atreu va dir que, igual com el moviment del sol s'havia invertit, també l'elecció de rei s'havia de fer enrere i escollir-lo a ell. Les seves raons van ser acceptades i el van fer rei, però la seva primera ordre va ser donar captura al seu parent, Tiestes i la seva família. Aquests, però, van poder fugir a temps de la ciutat.
Segons la llegenda, Atreu va tenir dos fills: Agamèmnon i Menelau. Egist, el fill de Tiestes, va matar Atreu perquè el seu pare pogués tornar al tron, però els fills d'Atreu, amb l'ajut de Tindàreu, el rei d'Esparta, van tornar Tiestes a l'exili. Tindàreu tenia dues filles, Helena i Clitemnestra, amb les quals es van casar Menelau i Agamèmnon. Agamèmnon va heretar Micenes i Menelau va ser rei d'Esparta.

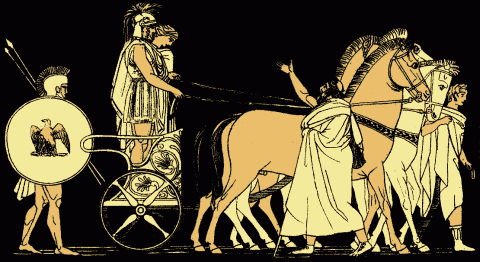
El retorn d'Agamèmnon, il·lustració d'Alfred Church, 1897.

Aviat, Helena va abandonar el seu marit i se'n va anar amb Paris de Troia. Agamèmnon va encetar una guerra que es va allargar deu anys per tornar-li l'esposa al seu germà. En un dels viatges, la manca de vent va impedir que els vaixells arribessin a Troia. Per tal de complaure els déus i a canvi obtenir el vent que els calia, Agamèmnon va sacrificar la seva filla Ifigènia. Segons algunes versions de la llegenda, la deessa Àrtemis va substituir-la en el darrer moment per un cérvol i es va endur Ifigènia a Tauris.
La guerra contra Troia va ser dura i va desgastar tots dos bàndols; malgrat la victòria grega, l'anarquia i la ruïna van ser-ne el balanç final. El conflicte també va dividir els déus i això va portar a fer que els herois realitzessin actes de venjança i malediccions contra els déus. En tornar a la seva terra, Agamèmnon va ser rebut amb una catifa roja, però després, mentre es banyava, la seva esposa el va matar en venjança pel que havia fet amb Ifigènia. Clitemnestra va tenir el suport d'Egist, qui va substituir-lo en el tron, però Orestes, fill d'Agamèmnon que encara era un noiet, va marxar d'amagat a la Fòcida. En arribar a l'edat adulta, va tornar i va matar Clitemnestra i Egist; després d'això, va fugir a Atenes per evadir-se de la justícia, però va embogir, ja que li pesava haver matat la seva mare. Mentrestant, el tron de Micenes va passar a Aletes, fill d'Egist, però no per gaire temps, ja que Orestes va tornar per matar-lo i prendre-li el tron.

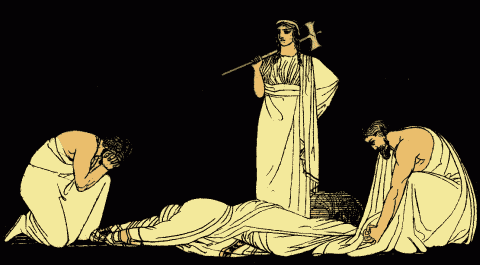
L'assassinat d'Agamèmnon, il·lustració d'Alfred Church, 1897.

Orestes va construir un estat més gran al Peloponès i va morir a l'Acaia, víctima d'una mossegada de serp. El seu fill, Tisamen, el darrer rei d'aquesta dinastia, va morir assassinat pels heraclides en el viatge de tornada al Peloponès. No hi ha més històries sobre reis governants de Micenes després dels atreus, i això podria ser perquè en un termini d'uns cinquanta o seixanta anys després de la destrucció de Troia, també Micenes va desaparèixer de la història.

### El rerefons del mite
Avui dia, sabem que el 5 de març del 1223 aC va haver un eclipsi total de sol, visible a tota la zona de la mar Egea i potser això és el que Atreu va interpretar com el sol que es ponia per l'est. Però aquí no es resolen tots els dubtes que planteja la llegenda.
Algunes dades confirmen que, efectivament, va haver-hi una guerra contra Troia. La dinastia de Perseu podria haver estat al poder al voltant del 1380 aC, ja que una inscripció al peu d'una estàtua a Kom el-Heitan (Egipte) recorda el pas d'una ambaixada cap a l'Egeu en temps d'Amenhotep III (v. 1391–1353 aC o 1388–1351 aC). En aquesta inscripció, surt el nom M-w-k-i-n-u (probablement, la forma egípcia de referir-se a Micenes) i és una de les ciutats visitades per la delegació. Es diu que era una de les ciutats de tj-n3-jj (o Tinnay, potser la pronúncia egípcia de danaans?). Dànaus és un apel·latiu emprat per Homer per a referir-se a la gent de la zona de Micenes, la paraula deriva de Dènae, i això podria confirmar que realment els descendents de Perseu van governar en aquell temps.

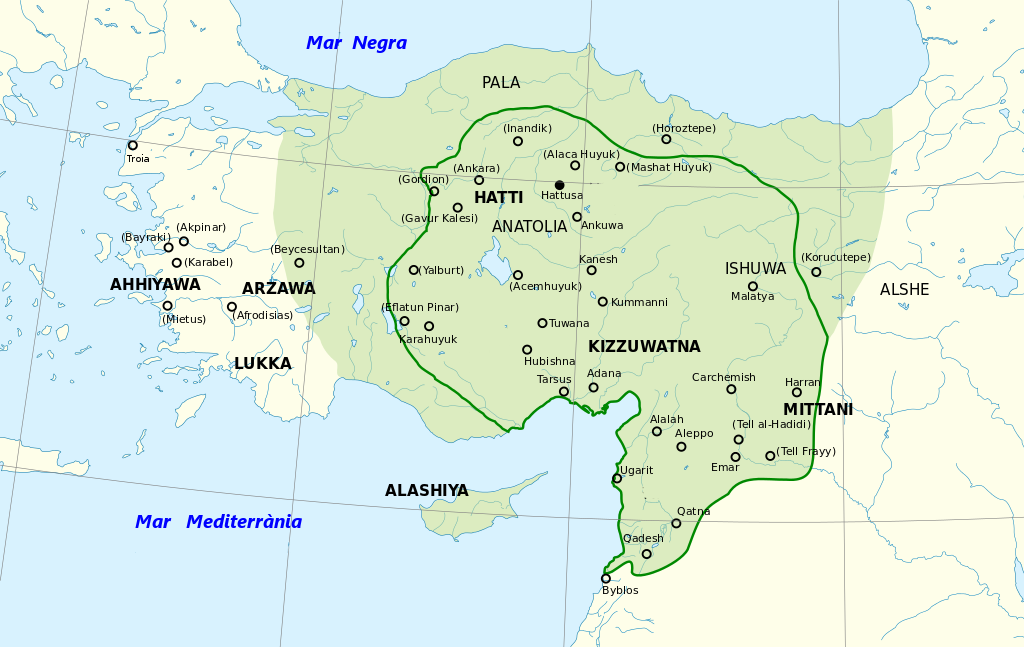
L'expansió de Micenes va topar amb els interessos de les ciutats hitites

En els textos hitites, es parla dels ahhiya, un poble grec que, al segle xiv aC, havien començar a ser problemàtics. Es creu que ahhiya sigui la pronunciació hitita del gentilici aqueus, una altra manera de referir-se als micènics i les terres del seu voltant. El primer esment als ahhiyawa (habitants d'Ahhiya) és en el document sobre el judici contra Madduwattas i és anterior a la correspondència entre Amenhotep III i un dels successors de Madduwatta al Regne d'Arzawa, Tarhunta-Radu. Les fonts documentals del període HR3A:1 confirmen això, però ometen parlar d'un rei que governés conjuntament Ahhiya i els Tinay.
Per exemple, en el judici contra Madduwatta, es diu que Attariššiya, el governant d'Ahhiya, havia atacat Madduwatta i l'havia expulsat de les seves terres, però aquest va obtenir refugi i suport militar del rei Tudhalias dels hitites. Després de la mort d'aquest i durant el regnat del seu fill, Arnuwandas I, Madduwatta es va aliar amb Attariššiya i, juntament amb un altre governant, van atacar Alaixiya, que vol dir Xipre. Aquesta és l'única ocasió en què s'esmenta algú anomenat Attariššiya. Hi ha hagut intents de relacionar aquest nom amb Atreu, però no ha tingut el suport de tots els historiadors i, fora del mite, tampoc no s'ha trobat cap prova que esmenti un rei anomenat Atreu.
Durant el període HR3A:2, Ahhiya (de vegades Ahhiyawa) va estendre la seva influència sobre Milet, una colònia grega de la costa d'Anatòlia, i juntes van competir amb els hitites per l'hegemonia a la zona, per exemple el territori d'Uhha-Ziti d'Arzawa i Manapa-Tarhunta, a la vora del riu Seha.
De manera similar, un rei hitita anomenat Tawagalawa va escriure una carta al gran rei d'Ahhiyawa, en relació amb els pillatges d'un aventurer de Luwiya anomenat Piyama-radu. Cap dels noms dels grans reis s'ha pogut identificar per altres fonts documentals; el rei dels hitites tant podria ser tant Muwatallis II com el seu germà Hattusilis III, ja que la carta s'ha datat en el període HR3B pel que fa a la classificació temporal micènica. Però ni les llegendes sobre Atreu ni les d'Agamèmnon esmenten cap germà de nom Etewoclewes (Eteocles); aquest nom sembla més aviat de procedència tebana, ja que, en el període precedent a l'hel·làdic recent (HR3A), Amenhotep III havia equiparat la ciutat egípcia de Tebes a la de Micenes en terres gregues.
Per altra banda, Muwatallis II (circa 1296–1272) va fer un tractar amb Alaksandu (potser Alexandre), rei de Wilusa (Ilium); i en un altre document Wilusa fa un jurament en nom d'Appaliuna (Apol·lo). Però aquest Alaksandu és d'una època massa recent perquè sigui identificat amb el rei d'una ciutat assaltada per Agamèmnon i, a més, el rei d'Ilium es deia Priam.

## Excavacions

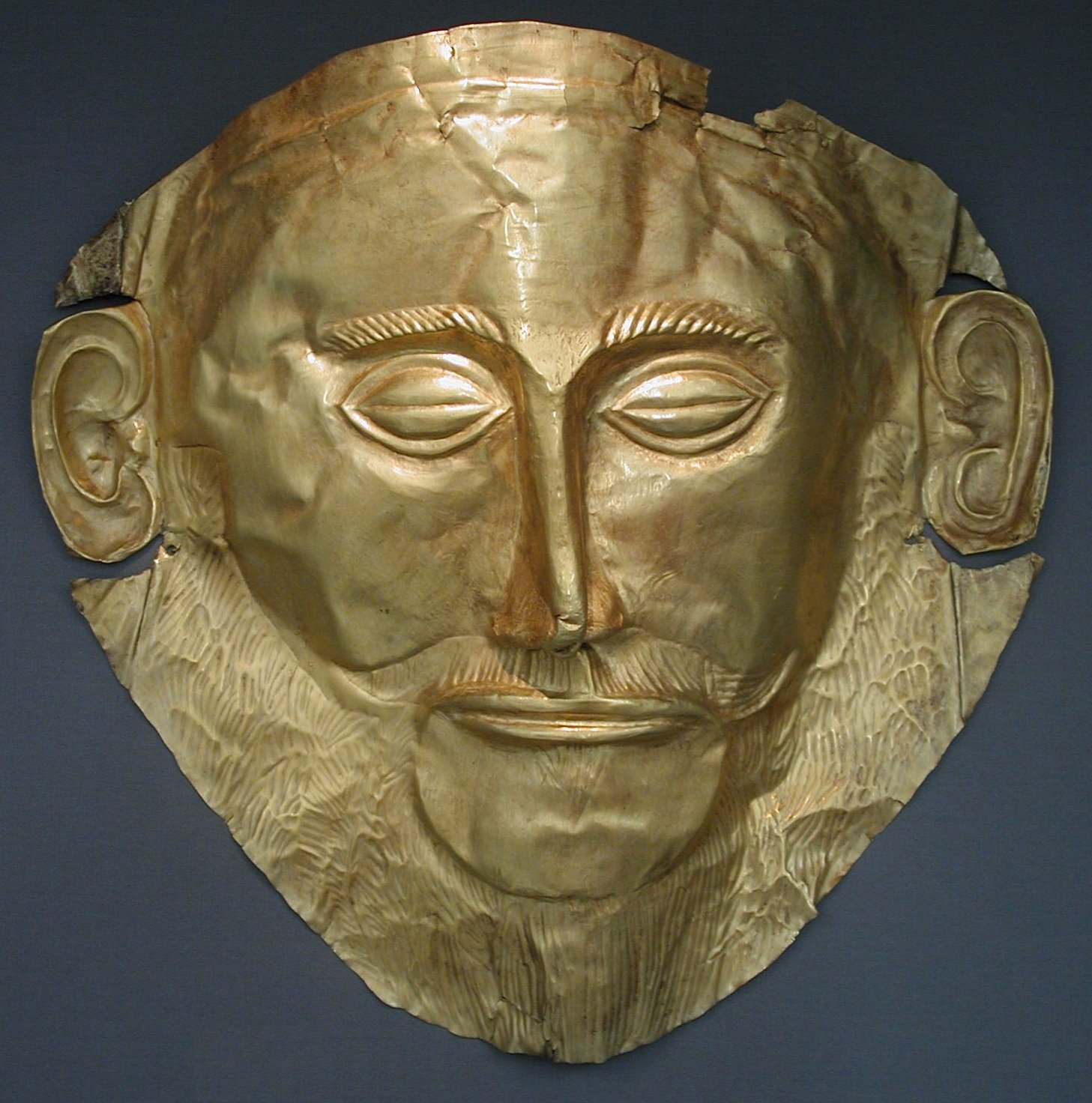
Molts dels objectes trobats porten noms posats per Heinrich Schliemann.

Les primeres excavacions a Micenes van ser dutes a terme per l'arqueòleg grec Kyriakos Pittakis el 1841, qui va trobar i restaurar la porta de les Lleones. El 1874, Heinrich Schliemann, un home aficionat a l'arqueologia, va realitzar excavacions més profundes a l'àrea de l'acròpoli sense els deguts permisos; a l'agost del 1876, amb el permís de la Societat Arqueològica d'Atenes (ASA) i la supervisió d'un dels seus membres, Panayiotis Stamatakis, va continuar les excavacions. Schliemann confiava en la certesa de tot el que Homer havia narrat, com si es tractés de textos històrics i va interpretar tot el que va trobar segons les llegendes escrites pel poeta. Entre les seves troballes, estan les tombes reials que contenien els esquelets i tresors. En descobrir una màscara funerària d'or, va exclamar: «He vist el rostre d'Agamèmnon». Christos Tsountas, un altre membre de l'ASA, va destapar una bona part de l'acròpoli durant les excavacions del 1884 que van acabar el 1902. Posteriorment, Tsountas i l'ASA van donar permís a la British School of Archaeology (BSA) per continuar-hi investigant; el BSA va dirigir les excavacions des del 1920 fins al 1955 sota la supervisió d'Alan John Bayard Wace. Després de la mort de Wace el 1957, els treballs van seguir sota la direcció de Lord William Taylor des del 1958 fins al 1969, dedicat en especial a la banda oest de la ciutadella. L'ASA va reprendre les excavacions gràcies als esforços de Ioannis Papadimitriou i Nicolas Verdelis al final de dels anys 1950 i començaments del 1960, amb la continuació per part de George Mylonas des del 1957 fins al 1985. El 1985, un nou estudi es va encetar dirigit per Spyros Iakovidis, qui ha publicat les conclusions sobre tot el que s'hi ha trobat fins al 2009.
El darrer estudi l'ha portat l'ASA amb la direcció del Dickinson College i l'Institut de Prehistòria de l'Egeu, centrat en la part baixa de la ciutat.